# Estructura monobuc
|  | No s'ha de confondre amb Monobuc. |

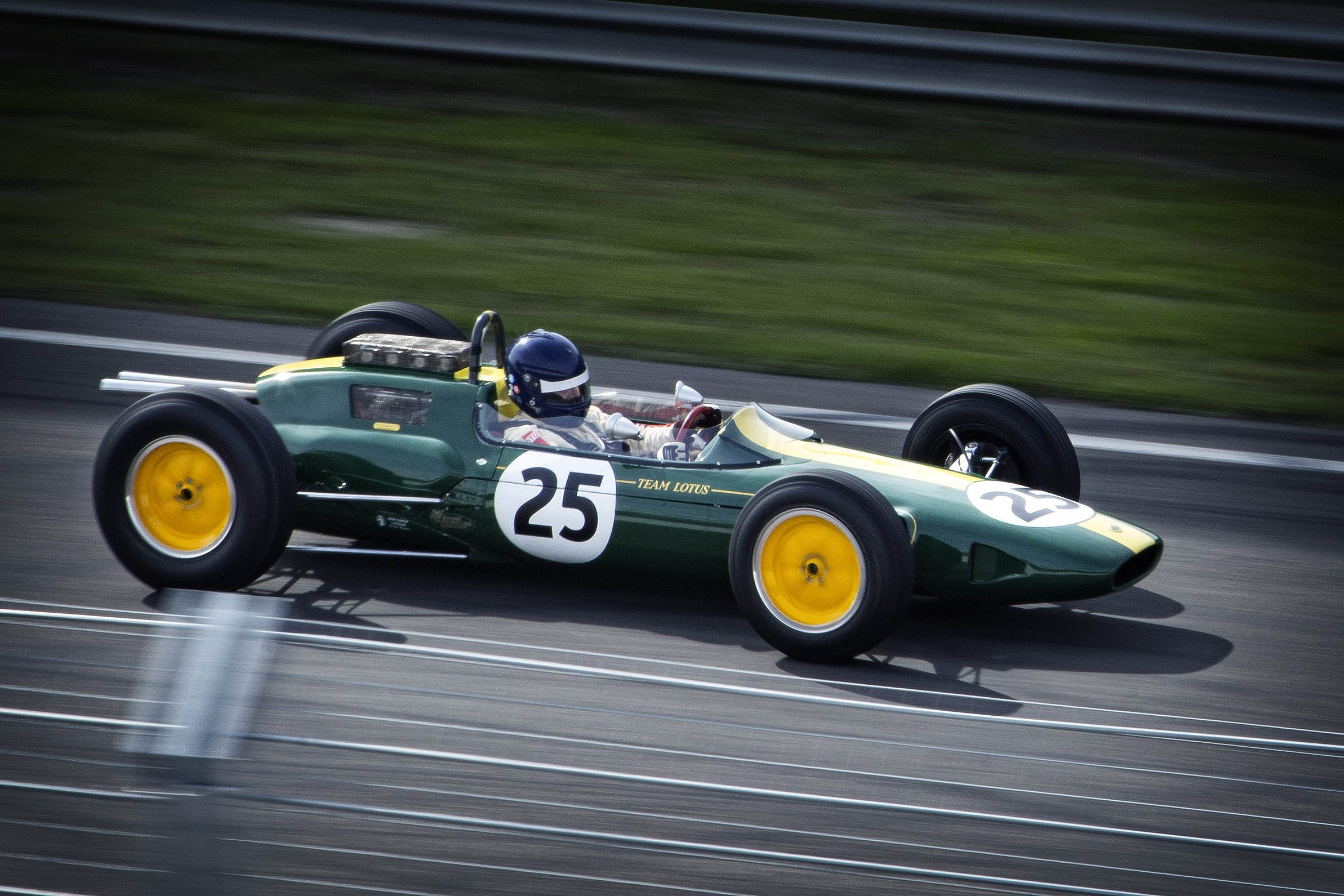
Lotus 25. Model de F1 de 1964 amb motor Coventry Climax V8 de 1500 cc. Dissenyat per Colin Chapman fou el primer en emprar una carrosseria monobuc.

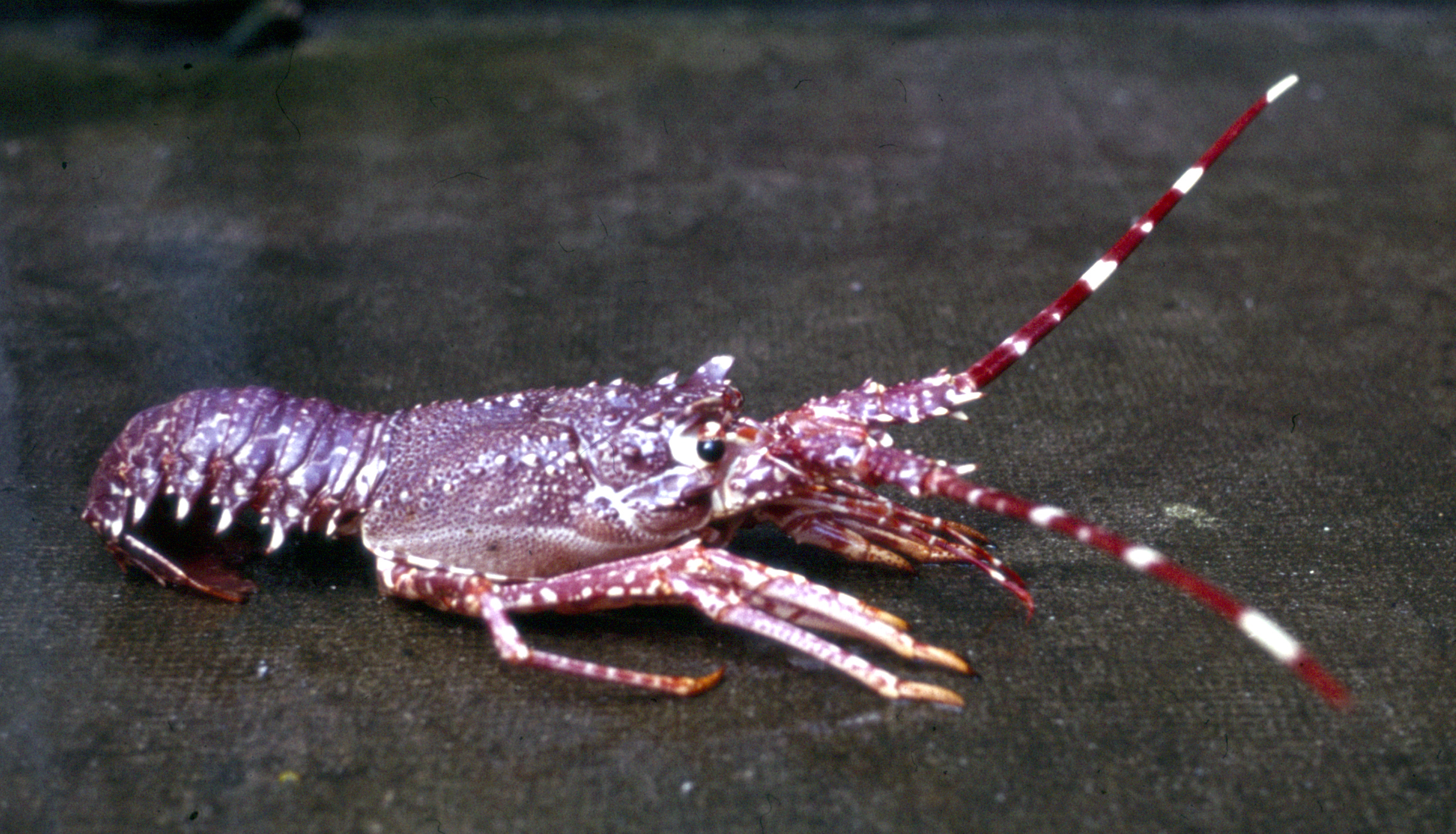
La llagosta és un exemple típic d'exoesquelet.

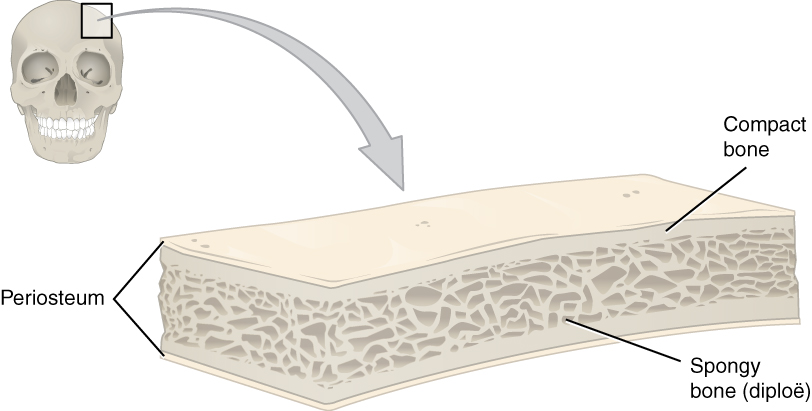
Detalls de l'estructura del crani.

En el camp de l'enginyeria i resistència de materials una estructura monobuc o monocasc és un element resistent semblant a la closca d'un ou o a un exoesquelet. Les forces exteriors són suportades per una “superfície” perifèrica que engloba una cavitat interna útil per diversos conceptes. En aquest sentit es parla sovint d'una “pell resistent”.
L'ús dels termes “superfície” o “pell” es pot admetre considerant que el gruix de l'element resistent és molt petit comparat amb les dimensions generals del conjunt considerat.
Amb independència de la forma, una estructura monobuc ha de semblar un recipient, amb un espai buit útil a l'interior i una “superfície” exterior relativament prima. Aquesta “superfície” és la que sustenta el conjunt i ha de resistir tots els esforços exteriors i interiors. En la majoria de casos no hi ha dubtes per a qualificar una estructura com a monobuc. En altres ocasions la identificació es més difícil. Les carrosseries autoportants de la majoria d'automòbils tenen molts reforços i formes estranyes. Malgrat això poden considerar-se monobucs. En avions metàl·lics, si hi ha reforços ja no es consideren monobucs. En canvi, els avions amb fuselatge de fusta –encara que tinguin reforços interns- sí que es consideren monobucs.

## Aspectes lingüístics
Tot i que el terme «monocasc» està admès, cal admetre que «monobuc» és més curt, més antic i tradicional (considerant el terme «buc» utilitzat des del segle xiv), i més fàcil de pronunciar (especialment en plural). L'adjectiu monobuc és un neologisme creat per composició en data indeterminada. El seu ús està documentat fent referència a l'automòbil Citroën Traction comercialitzat des de 1934.

## Introducció
Les estructures monobuc poden ser tractades de forma limitada, exposant els casos particulars de la nàutica, l'aviació i l'automoció. També alguns diccionaris i enciclopèdies ofereixen definicions limitades als casos particulars exposats.
Una altra manera de presentar el tema (seguint el mètode d'obres reconegudes) és considerar-lo des d'un punt de vista general i recordar algunes de les estructures monobuc presents en la natura i en alguns objectes tradicionals i quotidians.

## Exemples naturals
Hi ha molts exemples d'estructures monobuc en la natura.
En el regne vegetal: pinyols de moltes fruites (albercoc, préssec...), fruites seques amb núcula (nous, avellanes, ametlles, cocos...).
En el regne animal: ous, closques de cargols, petxines, exoesquelets... Un dels camps de recerca de la biònica és, precisament, la resistència estructural de les espècies biològiques.

## Exemples d'artesania tradicional

### Recipients e vidre, terrissa i caldereria
|  |  |  |  |

Càntirs, olles, cossis, cassoles, ... Els estris de terrissa són autoportants. El mateix cos del vaixell fa d'estructura.
|  |  |  |

### Cistelleria
|  |  |  |

### Barrets
|  |  |  |

## Nàutica

### Construcció de fusta
Els caiucs són embarcacions fabricades a partir d'un tronc d'arbre, buidant el seu interior. Es tracta d'un dels tipus d'embarcacions més antics que es desenvoluparen. I encara es construeixen i s'usen. La seva estructura és de monobuc.
Més modernament hi ha bucs de contraplacat que poden considerar-se monobucs per la pràctica absència de reforços interns. Alguns són petits, com els Vaurien originals, i altres més grans – com el Pen Duik II.
|  |  |  |

Una altra manera de construir vaixells de fusta monobucs és emprar la tècnica de la fusta laminada, emmotllada i encolada en fred. La construcció típica és disposar una sèrie de formes (semblants a quadernes senceres) en posició invertida. Sobre aquest model es van disposant llates primes i flexibles de fusta. La primera capa s'orienta a 45 graus. La segona capa es disposa perpendicular a la primera, encolant-la amb una cola sintètica resistent a l'aigua. La tercera (i generalment última) capa es disposa horitzontalment, en sentit longitudinal. Quan les tres capes estàn encolades formen un conjunt monobuc capaç de resistir forces de tracció, de compressió, de torsió i altres. Eventualment poden afegir-se reforços interiors o aprofitar les mampares o els elements divisors de l'habitacle per a reforçar el conjunt.
- L'any 1822 William Annesley va proposar un sistema de construcció monobuc: A New System of Naval Architecture.[10]

### Construcció metàl·lica
Hi ha embarcacions petites d'alumini amb estructura monobuc pràcticament sense reforços. Amb gruixos del buc molt petits un sistema de fer-los més rígids es basa en dissenys amb ondulacions, nervis conformats i similars. També és possible emprar gruixos relativament grans amb una gran rigidesa intrínseca.

## Aeronàutica
|  |  |  |

## Automòbils i motocicletes
En la primera època dels vehicles de motor els automòbils acostumaven a tenir la carrosseria separada de l'estructura. Un dels primers models amb carrosseria autoportant (monobuc) fou el Citroën Traction. La carrosseria resistent i monobuc va passar a la competició amb el Lotus 25.
|  |  |

|  |  |

|  |  |

Les motocicletes tradicionals, de carrer i de competició, acostumaven a tenir una estructura tubular simple (de simple bressol) o doble (de doble bressol). Eduard Giró va construir una estructura monobuc per a l'Ossa que competia en la categoria de 250cc.
|  |  |  |

## Arquitectura

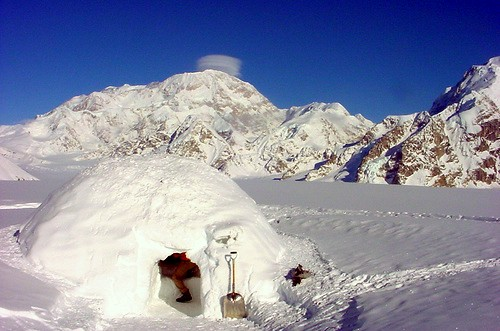
Iglú modern bastit amb una tecnologia diferent de la tradicional.

Els iglús dels inuit tenen una estructura monobuc d'aigua glaçada d'un gruix d'uns vint centímetres. La construcció tradicional es bastia disposant blocs de gel, manualment i sense cap cintra, en forma de cúpula.
- Hi ha sistemes moderns que permeten construir un iglú amb neu, emprant una perxa guia i una caixa (com una mena d'encofrat mòbil). Un cop acabat l'iglú, quan la neu es congela, forma una sola peça que suporta el pes d'una persona plantada sobre la cúpula.[20]

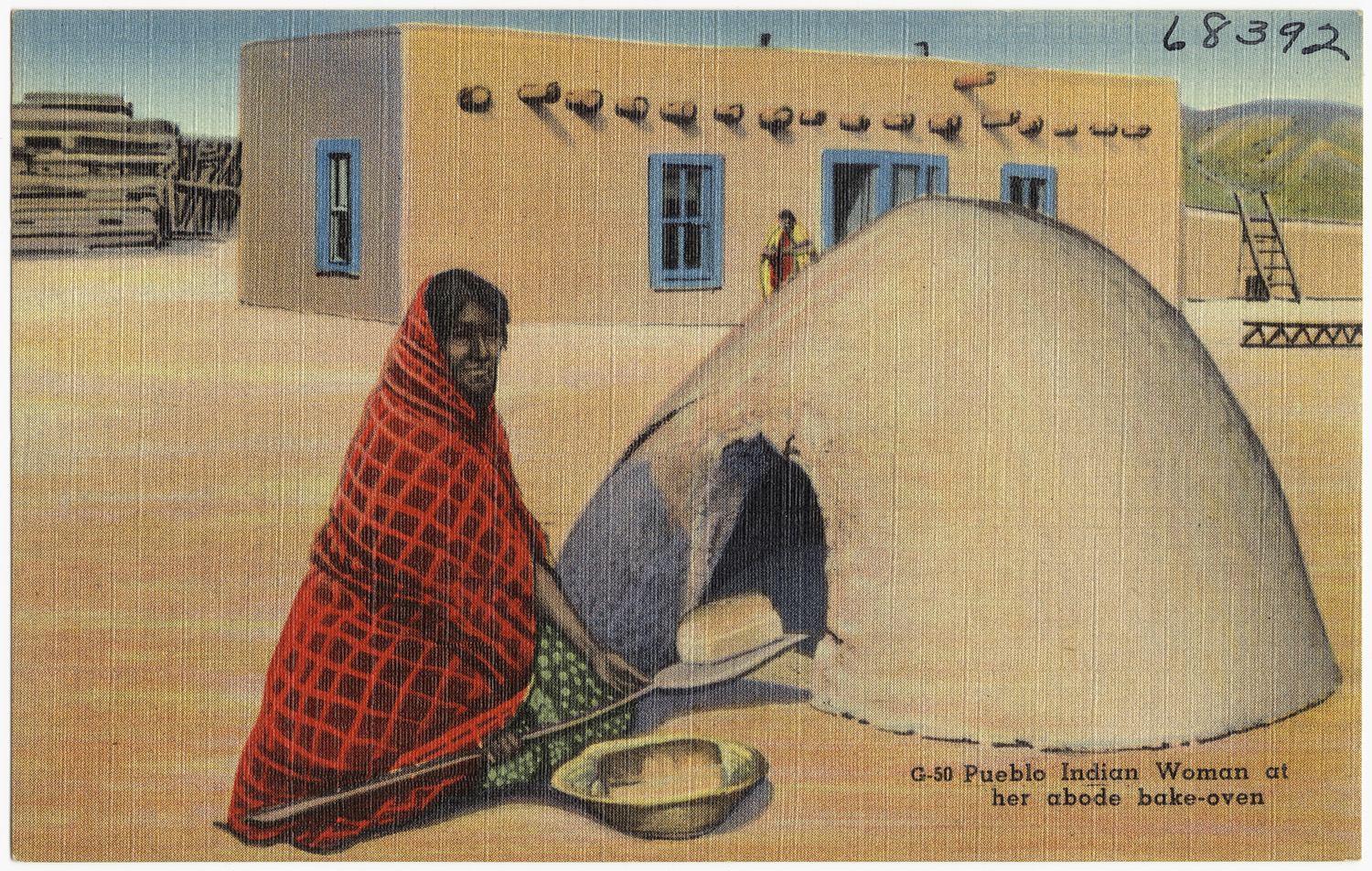
Forn de fang.

La majoria de forns de fang són d'una sola peça i adopten la forma de cúpula

### Cúpules monolítiques
Les cúpules d'una sola peça poden ser de materials diversos i ser considerades estructures monobuc.

#### De volta catalana
Rafael Guastavino i Moreno fou el responsable de la construcció de moltes cúpules de grans dimensions. Entre altres, cal destacar la cúpula de la Catedral Saint John the Divine

#### De formigó
Hi ha diversos mètodes constructius. L'estructura resistent és de formigó armat. Un mètode comercial proposat es basa en una estructura inflable que serveix d'encofrat (per una sola cara). Un cop muntada l'armadura d'acer es projecta el formigó.

## Exemples diversos

### Bidons
|  |  |